# Ramon Barnadas i Fabregas
Ramon Barnadas Fabregas (Olot, 1909 – Vic, 1981), fou un pintor olotí.

## Biografia
Pintor precoç, amb deu anys ingressa a l'Escola de Belles Arts d'Olot, i debuta individualment el 1929, a les Galeries Laietanes de Barcelona. Tan sols sis anys després és nomenat professor de l'Escola de Belles Arts de la seva ciutat natal. Va exposar la seva obra a Espanya, Mèxic i Suïssa, i va obtenir primers premis en l'Exposició Nacional de Madrid i la Internacional de Palamós, el premi nacional de paisatge de la Fundació Estrada i el premi Ricardo Portabella. Barnadas, amb el seu estil esbossat, va anar més enllà de les lliçons apreses del realisme i l'impressionisme, arribant a formar part de l'avantguarda evolucionista de la Catalunya del moment.
La seva obra també abasta la figura humana, els temes d'animals, les natures mortes, les famílies gitanes i els banyistes, plasmats amb el mateix estil en els seus paisatges. Al llarg de la seva carrera Barnadas va mostrar la seva obra en diverses exposicions, destacant les celebrades a les Galeries Laietanes el 1927 i 1928, ia la Sala Barcino el 1933, 1924, 1935 i 1936, totes dues a Barcelona. Així mateix, va ser guardonat amb el primer premi d'aquarel·la del IX Concurs Provincial d'Art, organitzat per la Diputació de Girona, per la seva obra Gallines.
Ja després de la seva mort la seva obra va seguir mostrant-se al públic; el 2006 el centre cultural Fontana d'Or de Girona va acollir una exposició retrospectiva dedicada a aquest autor, amb motiu del vint aniversari de la seva mort, i aquest mateix any se li va dedicar una altra exposició, organitzada per la Caixa de Girona. Entre desembre de 2008 i gener de 2009 la galeria Les Voltes d'Olot va presentar una selecció de les seves obres amb motiu del centenari del seu naixement. Actualment compta amb dos carrers amb el seu nom, una a la seva Olot natal i una altra a la ciutat de Girona.
El seu fons personal es conserva a l'Arxiu Comarcal de la Garrotxa, a Olot.